# Villetoureix
Villetoureix è un comune francese di 897 abitanti situato nel dipartimento della Dordogna, nella regione della Nuova Aquitania.

## Società

### Evoluzione demografica
Abitanti censiti